# Corticarina lutea
Corticarina lutea is een keversoort uit de familie schimmelkevers (Latridiidae). De wetenschappelijke naam van de soort werd in 1979 gepubliceerd door Wolfgang H. Rücker.